# Мащенко, Данил Юрьевич
Данил Юрьевич Мащенко (30 сентября 2002, Буча, Киевская область) — украинский футболист, крайний защитник клуба «Нымме Калью».

## Биография
Воспитанник ДЮСШ г. Бучи и киевских школ «Смена-Оболонь» и «Динамо». За «Смену-Оболонь» за четыре сезона сыграл 87 матчей и забил 5 голов в различных лигах ДЮФЛУ. В составе «Динамо» выступал за команду 19-летних, сыграл 25 матчей и забил один гол, становился чемпионом (2019/20) и вице-чемпионом (2020/21) первенства Украины до 19 лет. В мае 2021 года провёл единственный матч за команду 21-летних динамовцев. Летом 2021 года перешёл в клуб первой лиги Украины «Прикарпатье» (Ивано-Франковск), дебютировал в новом клубе в матче Кубка Украины 23 сентября 2021 года против «Черноморца» (1:4). В рамках первой лиги сыграл два матча, в обоих выходил на замены в конце игры.
В 2023 году присоединился к дебютанту высшей лиги Эстонии «Харью» (Лаагри). Первый матч в чемпионате сыграл 19 марта 2023 года против «Нымме Калью», заменив на 81-й минуте Каспара Рыымуссаара. Всего за сезон провёл 28 матчей в чемпионате, а его команда финишировала последней. В 2024 году перешёл в другой эстонский клуб — «Нымме Калью». В его составе 2 марта 2024 года забил свой первый гол в высшей лиге — в ворота «Курессааре».
Вызывался в сборную Украины среди 18-летних, но в официальных матчах не играл.